# Ludolf von Estorff
Ludolf Karl Adolf von Estorff (* 21. August 1838 in Berlin; † 29. Oktober 1912 in Liegnitz) war ein preußischer Verwaltungsjurist, Landrat in den Kreisen Stallupönen (1868–1871), Eckernförde (1871–1877) und Mettmann (1877–1883) sowie Regierungspräsident im Regierungsbezirk Aurich (1892–1902).:437

## Leben

### Herkunft und Ausbildung
Ludolf von Estorff, der dem lüneburgischen Uradelsgeschlecht von Estorff angehörte und Mitglied der evangelisch-lutherischen Kirche war, wurde als Sohn des preußischen Hauptmannes und Rittergutsbesitzers Hermann von Estorff und dessen Frau Ottilie, geb. Freiin von Müffling geboren. Nach dem Besuch des Gymnasiums studierte er in Berlin von 1857 bis 1860 Rechtswissenschaften, bevor er zum 1. Oktober 1860 als Auskultator bei dem Appellationsgericht Marienwerder in den preußischen Justizdienst eintrat.:438

### Werdegang
Nach Ablegung des ersten Staatsexamens und mit seiner Ernennung zum Regierungsreferendar bei der Regierung Erfurt trat von Estorff zum 24. Oktober 1862 in den preußischen Verwaltungsdienst über. Nach der zweiten Staatsprüfung (16. Dezember 1866) fand er als Regierungsassessor Einsatz bei der Regierung Gumbinnen.:438
In der Folge übernahm von Estorff die Verwaltung der Landratsämter in Stallupönen (23. August 1868), Eckernförde (19. Mai 1871) und Mettmann (28. März 1877). Von dort wechselte er unter Ernennung zum Regierungsrat mit dem 16. September 1883 an die Regierung Köln und in gleicher Stellung zum 16. Dezember 1885 an die Regierung Koblenz.:438 Unter Ernennung zum Oberpräsidialrat bei dem Oberpräsidium der Rheinprovinz in Koblenz, am 22. Juni 1888, nahm von Estorff zugleich eine Stellung ein, die der eines Regierungspräsidenten entsprach. Bis auf drei Ausnahmen bekleideten die Oberpräsidialräte in der Folge auch andernorts die Stelle eines Regierungspräsidenten.:100 Ludolf von Estorff erhielt am 11. Oktober 1894 die Bestallung zum Regierungspräsidenten in Aurich, sein Amtsantritt folgte am 7. November 1894. Zum 30. Juni 1902 trat er dort in den Ruhestand.:438

### Familie
Ludolf von Estorff heiratete am 26. September 1873 in Erster Ehe Anna von Wasmer (* 2. Juni 1846 in Eckernförde; † 19. Februar 1876 ebenda), Tochter des Medizinalrats Friedrich von Wasmer und der Caroline, geb. von Ahlefeldt. In zweiter Ehe vermählte er sich am 7. Januar 1888 in Klagenfurt mit Emma von Meding (* 9. Juli 1856 in Mainz; † 23. August 1911 in Liegnitz), Tochter des kaiserlich-königlich österreichischen Obersten Franz von Meding und dessen Frau, Gabriele, geb. Gräfin von Thurn-Valsassina-Como-Vercelli.:437 f